# Saint-Pierre-Canivet

Saint-Pierre-Canivet este o comună în departamentul Calvados, Franța. În 1 ianuarie 2022 avea o populație de 461 de locuitori.